# Königliche Villa (Regensburg)

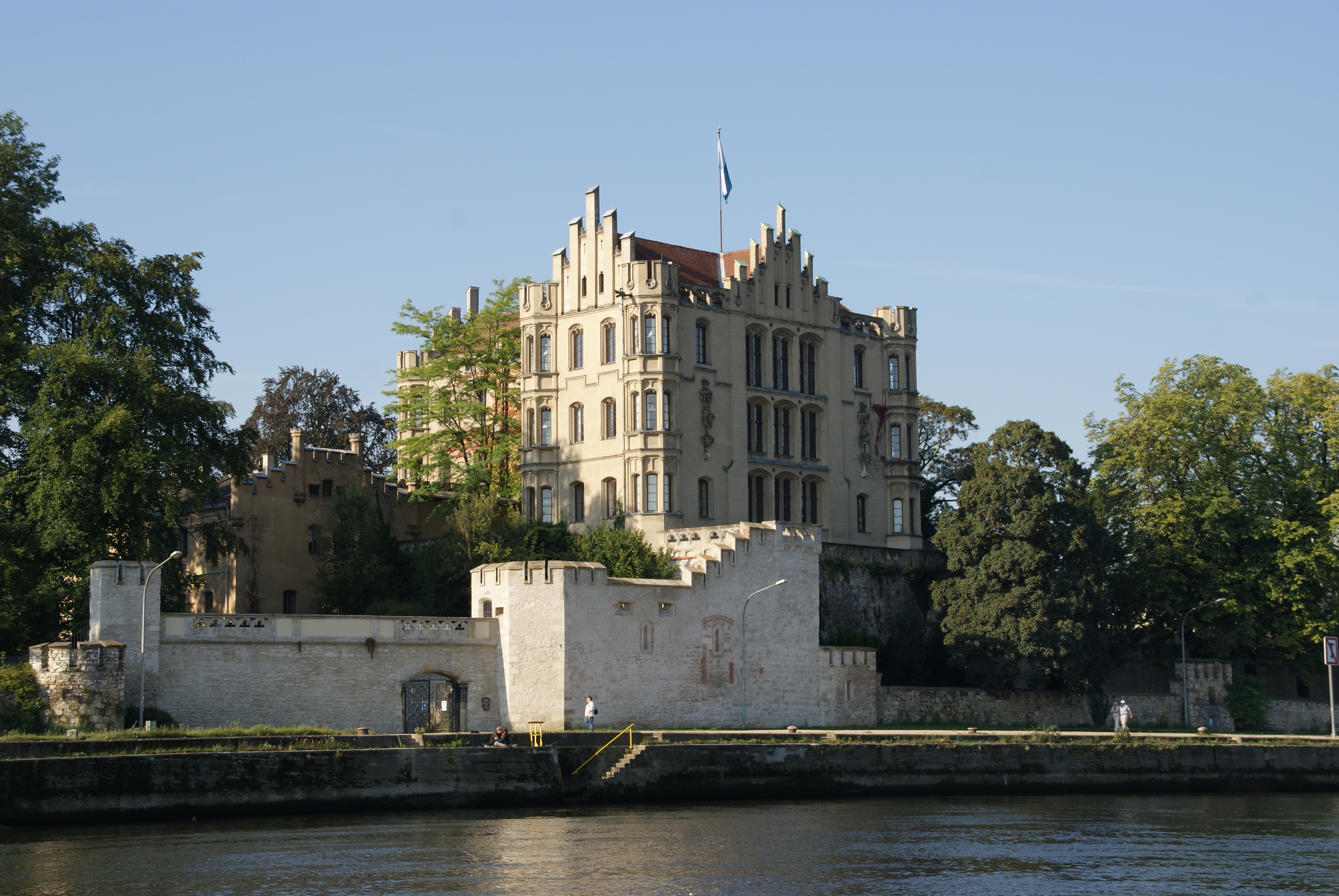
Ansicht von Norden vom gegenüber liegenden Donauufer aus gesehen

Die Königliche Villa in Regensburg im Osten der Altstadt wurde von 1854 bis 1856 im Auftrag des bayerischen Königs Maximilian II. nach Plänen des Münchner Architekten Ludwig Foltz als Sommerresidenz errichtet. Zusammen mit der Königlichen Villa entstand auf dem Gelände der Villa eine von Ludwig Foltz geplante Parkanlage. Zusätzlich entstand  auf dem östlich der Villa gelegenen Außengelände der ehemaligen Ostenbastei, dort wo es schon 50 Jahre zuvor zur  Zeit des damaligen Landesherren Karl Theodor von Dalberg Gartenanlagen gab,  ein kleiner Landschaftspark, der Vorläufer des heutigen Villaparks. Erst nach Fertigstellung der Königlichen Villa erhielt dieser Landschaftspark vom königlichen Hofgärtner Carl Effner seine damals erste vorläufige Endausgestaltung. Die heutige, inzwischen nach altem Vorbild erneut überarbeitete  Parkanlage ist unter der Aktennummer D-3-62-000-4 als denkmalgeschütztes Baudenkmal von Regensburg verzeichnet.

## Lage

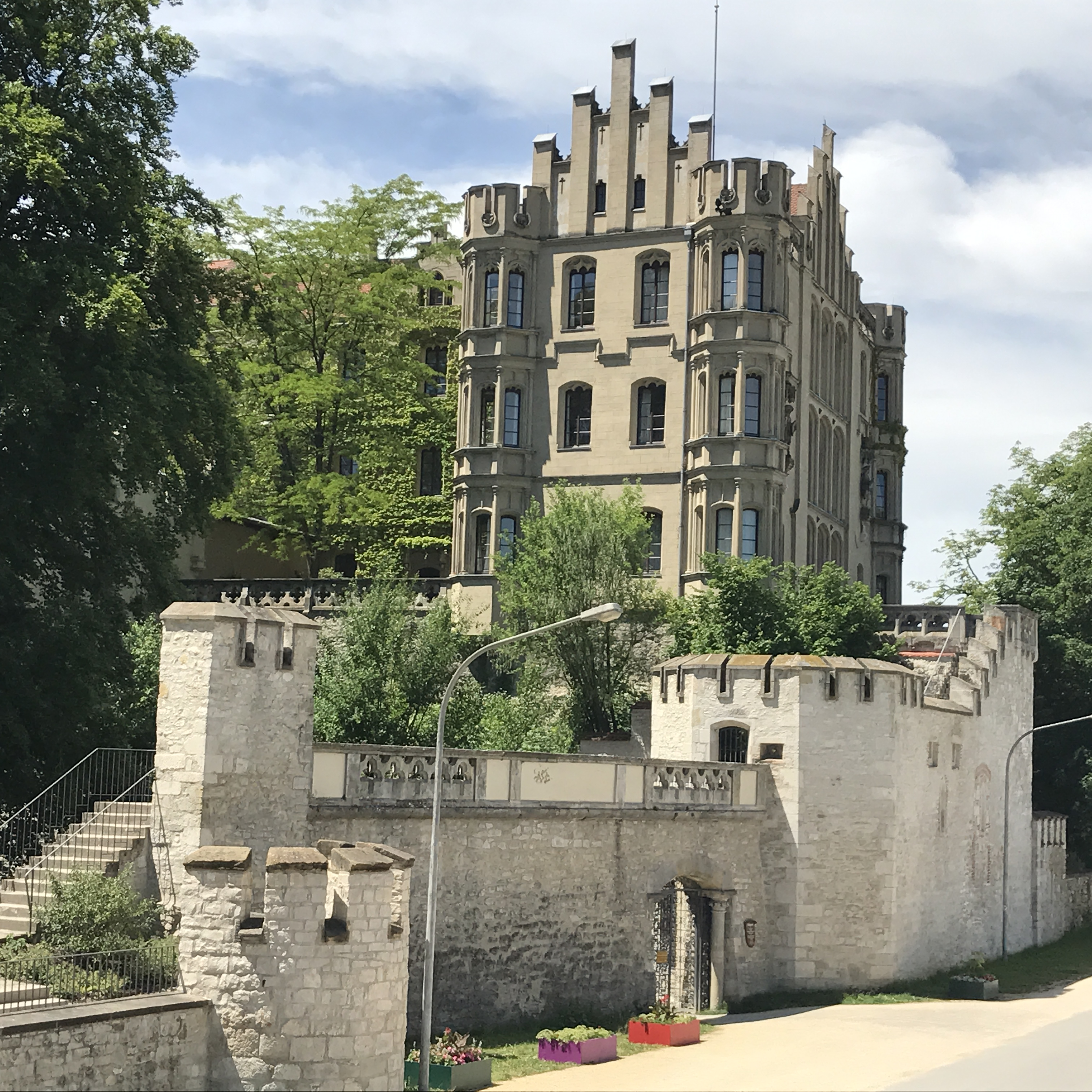
Ansicht von Nordosten vom gleichen Donauufer aus gesehen

Die Königliche Villa wurde im Nordosten der Altstadt errichtet, unmittelbar an der Donau auf dem Gelände der 1632 letztmals ausgebauten Ostenbastei, einer frühneuzeitlichen Ergänzung der mittelalterlichen Stadtbefestigung. Im östlichen Außenbereich des engeren Villengeländes – östlich des erhaltenen Stadtgrabens im heutigen Villenpark – befand sich auch der schon 1817 mit einem klassizistischen Tempelchen geschmückte Aussichtspunkt Bellevue mit Blickachsen zu den Türmen des Regensburger Doms im Westen und zur Walhalla im Osten. Im Nordwesten des Villengeländes steht der Anatomie- oder Pulverturm, einer der erhaltenen Mauertürme der dort ebenfalls noch erhaltenen mittelalterlichen Stadtmauer. Nach 1856 wurde der Turm dem neugotischen Stil der Königlichen Villa angepasst.

Die östliche Begrenzung des engeren Villengeländes war durch den Verlauf des dort erhaltenen Stadtgrabens vorgegeben, dessen nördlicher Abschnitt zur Donau hin zu einem Gondelhafen ausgebaut werden sollte. Dieses Vorhaben wurde aber nach Abschluss des Villenbaus um 1865 aufgegeben, weil die gesamte Uferzone der Donau für die Gleisanlagen der geplanten Hafenbahn benötigt wurde. Östlich des Stadtgrabens, auf dem Gelände der ehemaligen Ostenbastei entstanden die Gartenanlagen, aus denen der heutige Villenpark hervorging.

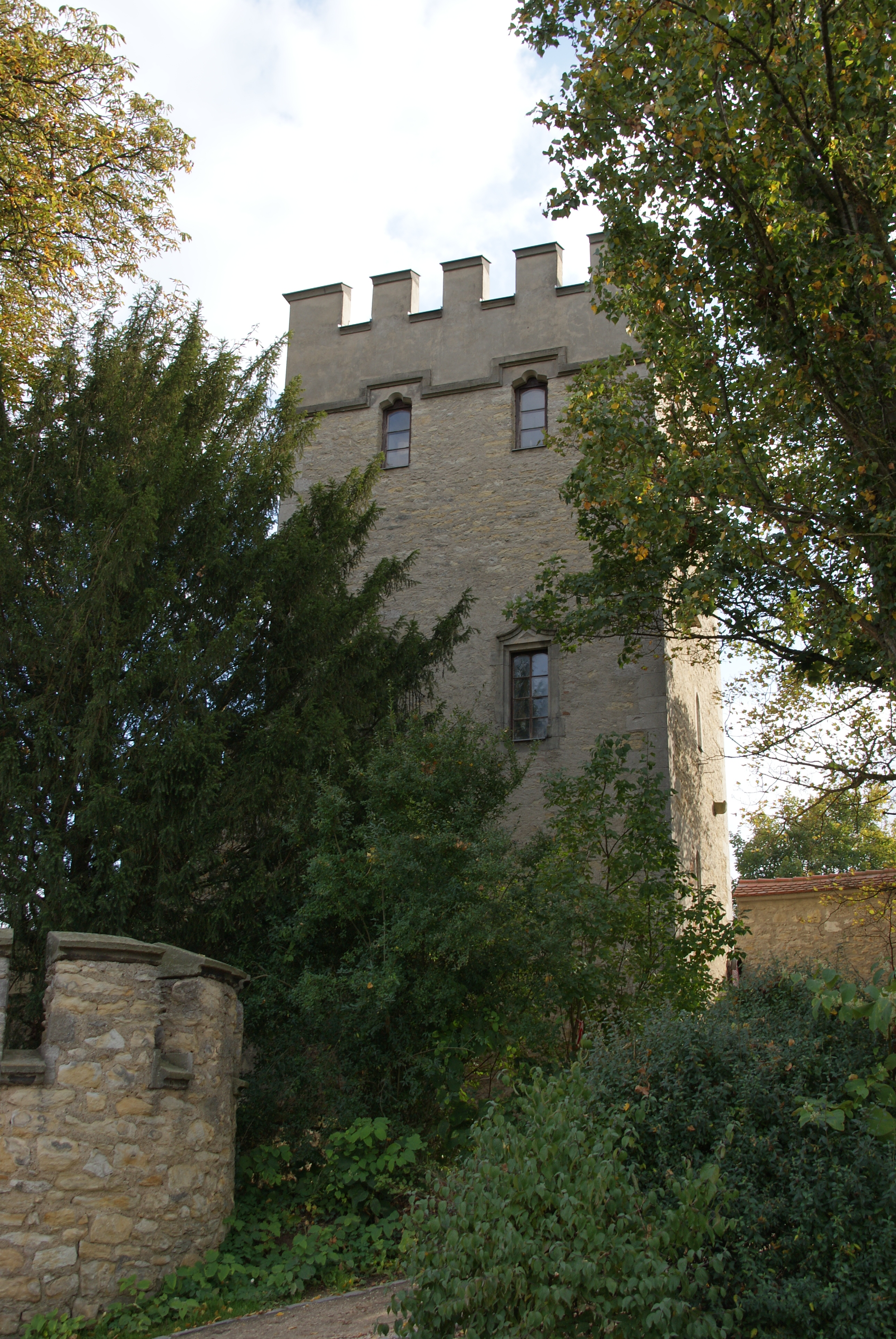
Anatomieturm

Bei einem Besuch gewann König Maximilian II. Gefallen an diesem Ort, der sich auch wegen der damals noch wenig erschlossenen Umgebung für den Bau eines Schlosses anbot.

## Programm
Die ehemals bedeutende Freie Reichsstadt Regensburg, die ursprüngliche Hauptstadt des frühmittelalterlichen Herzogtums Bayern, war 1810 an das neue Königreich Bayern angegliedert worden und drohte danach in provinzielle Vergessenheit zu geraten. Deshalb war es ein Anliegen der Stadt, wieder in das Licht der politischen Geschehnisse zu gelangen. Eine Möglichkeit, dieses Ziel zu erreichen war, dem bayerischen Königshaus ein repräsentatives Schlossgebäude in Regensburg für die erhofften Aufenthalte in der Stadt bieten zu können. Der Ankauf der benötigten Grundstücke an der Adolf-Schmetzer-Straße und die Finanzierung des geplanten Schlossbauprojektes wurden der Stadt dadurch ermöglicht, dass das Königshaus einige nicht benötigte Grundstücke in Regensburg und Barbing, die im Zuge der Säkularisation in den königlichen Grundbesitz gelangt waren, verkaufte. Die gewonnenen Mittel wurden der Stadt Regensburg für die Finanzierung zur Verfügung gestellt. Mit dem Schlossbau verfolgte Maximilian II. zudem das Ziel, zur Ausbildung eines bayerischen Nationalgefühls beizutragen. Er förderte einen von der englischen Neugotik inspirierten Baustil, der sich zu einem bayerischen Nationalstil entwickeln sollte. Dieser Stil, der idealtypisch in der Maximilianstraße in München realisiert ist, wurde später nach seinem geistigen Vater auch als Maximilianstil bezeichnet.

## Gebäude
Das dreigeschossige Hauptgebäude wurde auf einem L-förmigen Grundriss errichtet. Die Schauseite mit den wichtigsten Repräsentationsräumen ist in Ost-West-Ausrichtung mit einer großen Fensterfront zur Donau gewandt. Beidseits der Fenster befinden sich zwei Wappenträger, die für die Herrscherhäuser Wittelsbach und Hohenzollern stehen, aus denen das Königspaar stammte. Beide Flügel des Gebäudes sind in sich symmetrisch angelegt.

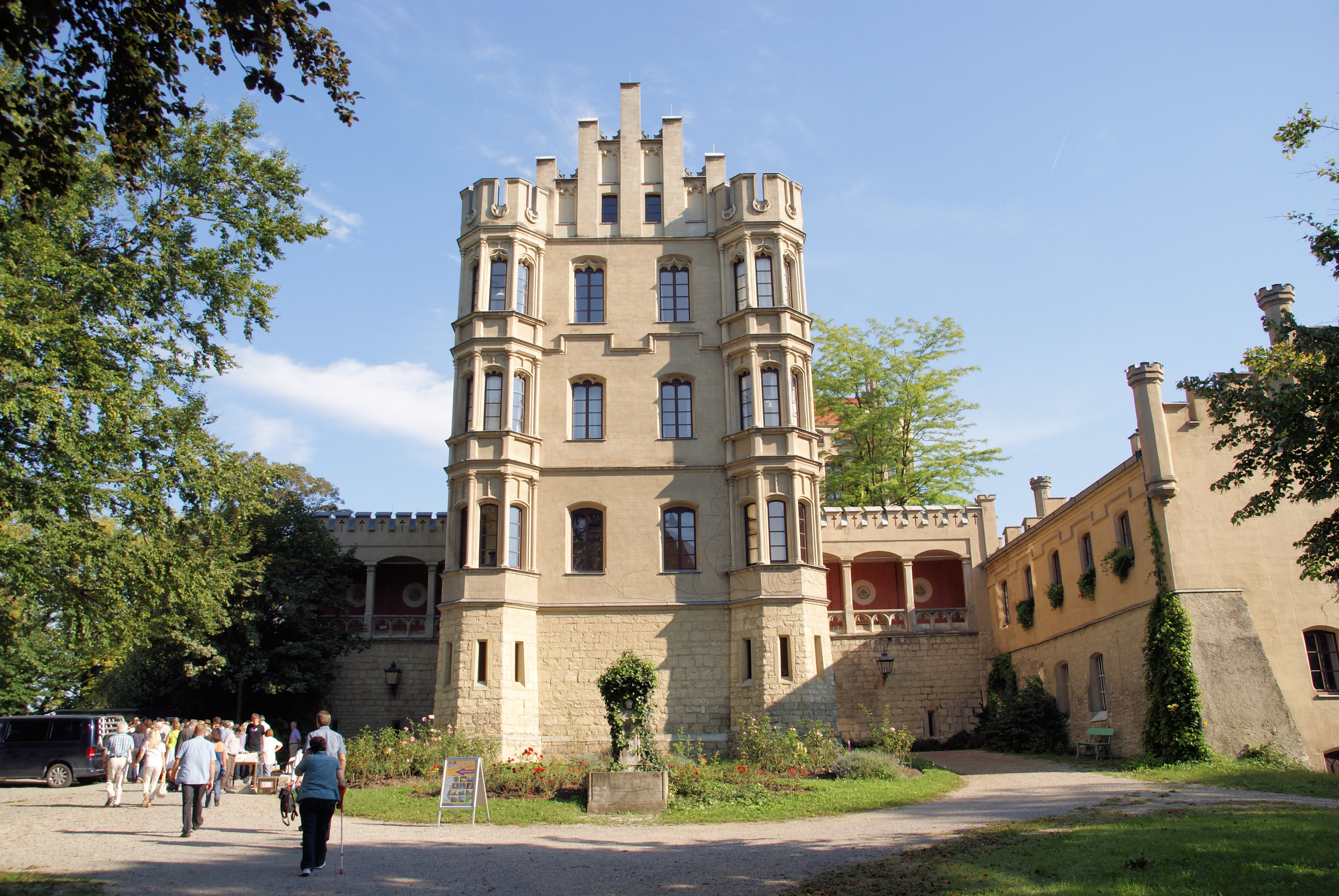
Ansicht von Süden mit Kutschenvorfahrt

Die Fassaden werden jeweils von achteckigen Türmchen flankiert. An den Nord-Süd-Flügel wurden symmetrisch zwei Loggien angesetzt, die zu Nebengebäuden führen sollten, von denen nur eines realisiert wurde, das parallel zum östlich gelegenen Stadtgraben angelegt ist. Im Parterre befinden sich die Speise- und Festsäle, in den Obergeschossen die Gemächer des Königs, der Königin und des Kronprinzen.

## Nutzung

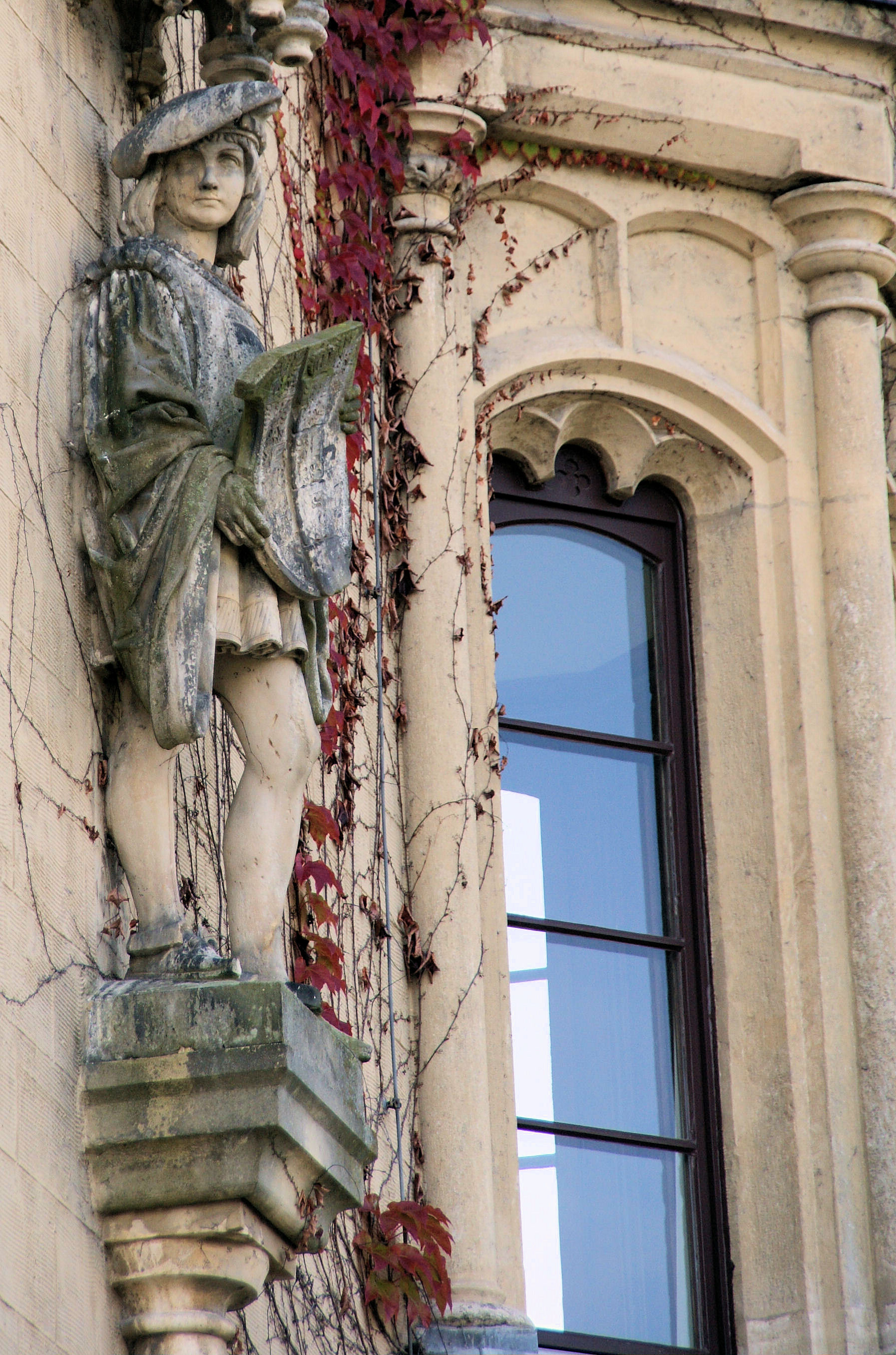
Wappenträger an der Nordfassade

Die Villa wurde von der königlichen Familie nur wenig und unregelmäßig genutzt. Schon König Maximilian verbrachte nach einem Besuch der Baustelle im Jahr 1856, kurz vor der Fertigstellung des Gebäudes, nur wenige Sommertage der Jahre 1858 und 1860 dort. Repräsentativer Glanz fiel auf die Königliche Villa nur für einige Wochen des Jahres 1866, als die sächsische Königsfamilie während des Preußisch-Österreichischen Krieges dort residierte: Die Familie von König Johann von Sachsen und ihr Tross konnten die Villa mit 85 Dampfzügen des Königreiches Sachsen über ein am Donauufer unmittelbar unterhalb der Villa verlaufendes Gleis erreichen.
Nach dem Ende der Monarchie fiel die Villa in den Besitz des Freistaats Bayern. Von 1918 bis 1920 stand sie leer und wurde von 1920 bis 1979 als Mietshaus genutzt. 1979–2007 war sie Dienststelle des Landbauamts Regensburg. 1979–1981 wurde eine durchgreifende Renovierung durchgeführt, wobei besonderer Wert auf die Erhaltung des originalen Baubestandes an Böden, Türen und Fenstern gelegt wurde. Nach einer erneuten Sanierung wird die Königliche Villa seit 2007 vom Bayerischen Landesamt für Denkmalpflege genutzt. Die Aufteilung des Gebäudes wurde von der mehrfachen Umnutzung nicht wesentlich betroffen und befindet sich damit weitgehend im ursprünglichen Zustand.

## Ausstattungsdetails
Fast die gesamte bewegliche Ausstattung wurde 1918 nach München abtransportiert und ging dort im Zweiten Weltkrieg fast vollständig verloren. Einige wenige Möbelstücke wurden später im bischöflichen Palais in Regensburg aufgefunden und nach der Renovierung zurückgebracht. Das Haupttreppenhaus der Villa ist als reich verzierte Wendeltreppe gestaltet. Eine weitere, etwas einfachere Wendeltreppe führt vom Schlafzimmer der Königin zu demjenigen des Königs. Im Schlafzimmer der Königin ist ein Deckengemälde mit einem Kinderportrait erhalten. Auch mehrere Kopfskulpturen – im Sturz der Tür zur Terrasse und im Brunnen vor dem Südflügel – zeigen Kinder. Es wird spekuliert, dass es sich um Abbildungen der beiden Prinzen, der späteren Könige Ludwig II. und Otto I., handeln könnte. In der Kutschendurchfahrt zeigen zwei Säulenskulpturen allegorische Figuren der Flüsse Regen und Donau. Anspielungen auf die durch das Königspaar repräsentierten Herrscherhäuser befinden sich auch in der Innenausstattung. Im Salon der Königin sind Balkenträger und Türknaufe in der Form des Preußischen Adlers gestaltet, im Salon des Königs als bayerische Löwen. Die Gebäudezier nimmt sowohl im Innen- als auch im Außenraum mit der Höhe der Stockwerke zu. Türen und Fenster sind im dritten Geschoss, das die Räume des Königs beherbergte, am aufwendigsten gestaltet.

## Villapark

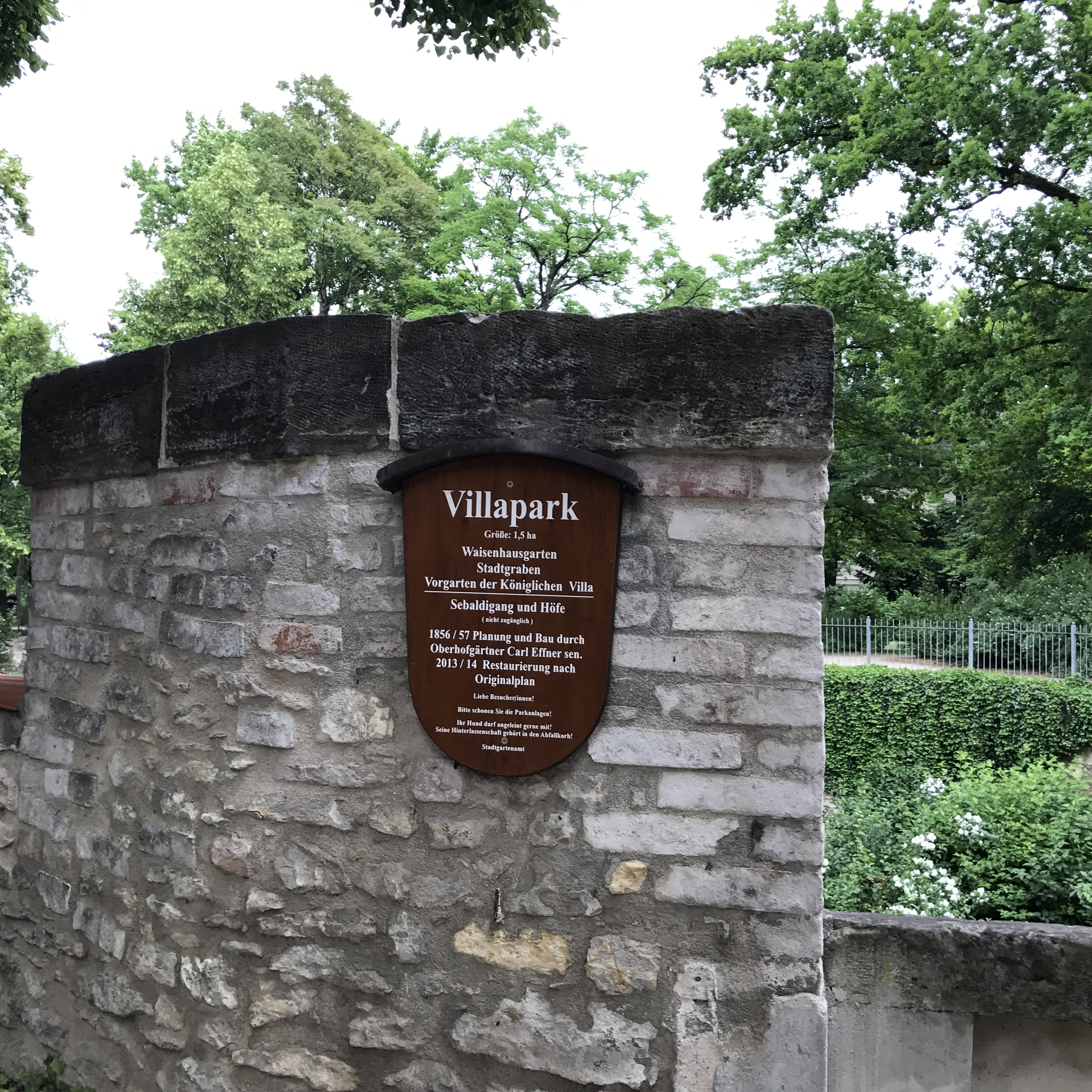
Eingang zum Villapark

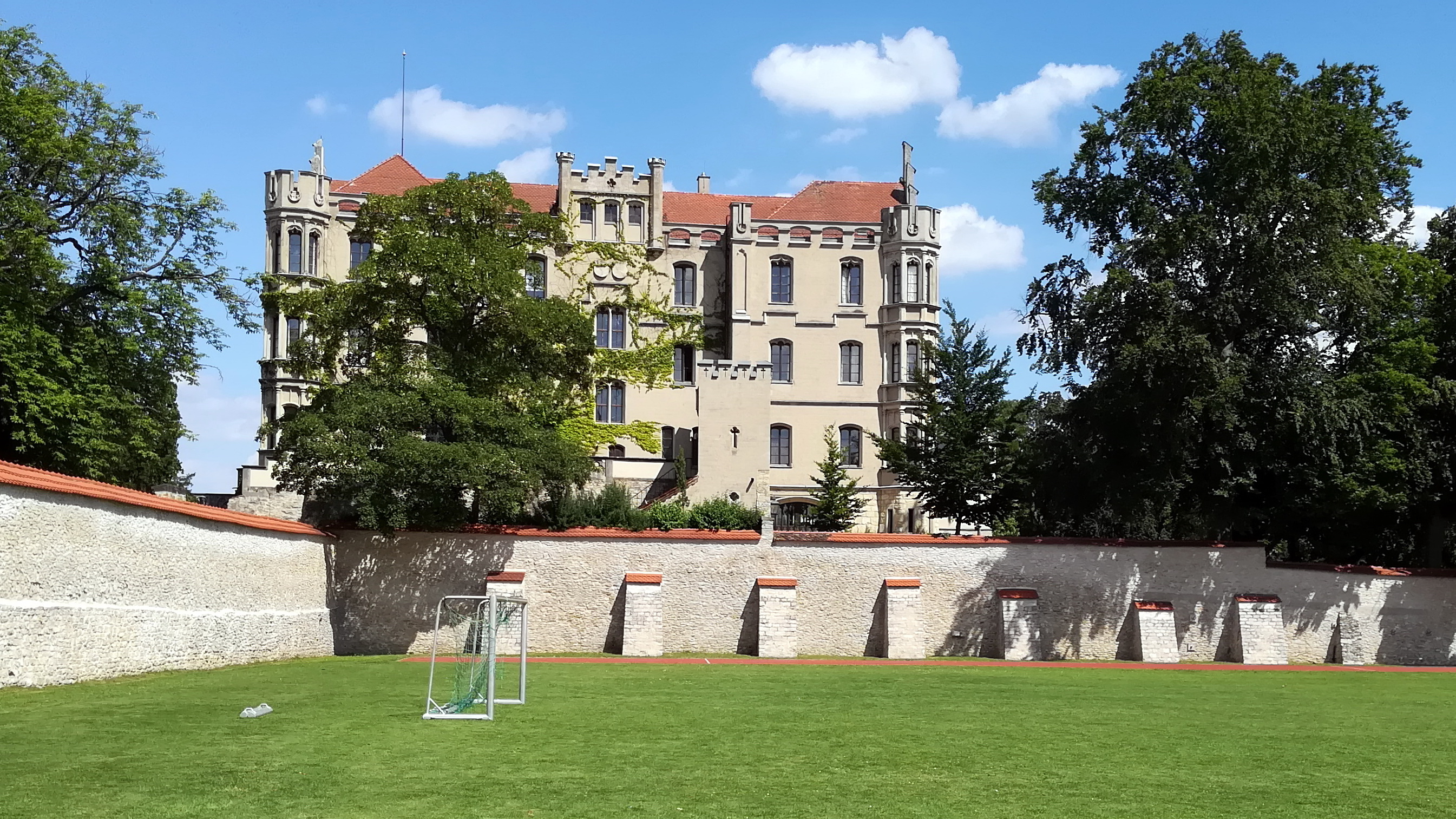

Der eineinhalb Hektar große heutige Villapark wurde ursprünglich als Schlossgarten auf dem Vorgelände der ehemaligen Ostenbastei vom Münchner Oberhofgärtner Carl Effner unter Mitwirkung des Architekten Ludwig Foltz angelegt. Beide legten Wert auf Bepflanzung und reichen Baumbestand und ließen Bäume, Sträucher und Pflanzen aus den Hofgärtnereien in Nymphenburg und Schleißheim und Forsten der Umgebung anliefern. Von der Ostengasse bis zum Haupteingang wurde eine Allee aus Lindenbäumen angelegt. Nach der 2015 abgeschlossenen dreijährigen Restaurierung der gesamten Parkanlage einschließlich der erhaltenen Mauern der ehemaligen Stadtbefestigungsanlagen orientiert sich die heutige Bepflanzung wieder an den alten Vorstellungen und Plänen des Oberhofgärtners Effner.